# Simone degli Alberti
Simone degli Alberti (Bormio, fl. 1512-1514) va ser un noble italià.
Va ser fill de Francesco degli Alberti. El 1512, a causa de la inestabilitat del ducat de Milà, provocada pel domini francès del territori i l'intent del papa Juli II de reposar la família Sforza al capdavant del ducat, el cantó de Grisons va envair Valtellina. En aquest context Simoni degli Alberti era un dels governants o homes forts del comtat de Bormio, juntament amb Paolo Fiorini, van posar el territori sota la protecció del bisbe de Chur, príncep del Sacre Imperi, i de les Tres Lligues. Aquesta cessió va ser formalitzada el 24 de juny d'aquell any, i gràcies a la ràpida disposició, es van conservar els privilegis i estatuts antics del comtat, a canvi de proveir amb soldats l'exèrcit de Grisons, amb la col·laboració dels quals van ocupar altres territoris llombards. Posteriorment, el 1514, encara està documentat com un dels governants del territori, juntament amb Gian Francesco degli Alberti.